# Жан-Батист Гренуй
Жан-Батист Гренуй (фр. Jean-Baptiste Grenouille) — протагонист романа Патрика Зюскинда «Парфюмер. История одного убийцы», опубликованного в 1985 году.

## Биография
Родился у рыбной лавки на улице О-Фер у Кладбища Невинных в Париже 17 июля 1738 года. Мать Гренуя, работавшая на рыбном рынке, не собиралась оставлять его в живых, поэтому не дала ему имени, но вскоре была казнена на Гревской площади за многократное детоубийство. Офицер полиции Лафосс хотел сначала отнести младенца Гренуя в приют на улице Сент-Антуан, откуда детей ежедневно отправляли в Руан в государственный приёмник для подкидышей, но так как Гренуй не был крещён, его сдали в монастырь Сен-Мерри, где он при крещении получил имя Жан-Батист. В конце концов его постановили воспитать за счёт монастыря Сен-Мерри. С этой целью его отдали кормилице Жанне Бюсси, проживавшей на улице Сен-Дени, предложив в качестве платы 3 франка в неделю. Однако через несколько недель Жанна Бюсси появилась у ворот монастыря и заявила отцу Террье (пятидесятилетнему монаху), что больше не собирается оставлять его у себя, потому что младенец не пахнет. Между патером Террье и кормилицей произошёл неприятный диалог, в результате которого Жанна Бюсси была уволена.

«…Вы можете объяснить это как угодно, святой отец, но я, — и она решительно скрестила руки на груди и с таким отвращением поглядела на корзину у своих ног, словно там сидела жаба, — я, Жанна Бюсси, больше не возьму это к себе!
<…>

— Ну-ну. Будь по-твоему, — сказал Террье и убрал палец из-под носа. —… Я констатирую, что ты отказываешься по каким-то причинам впредь кормить грудью доверенного мне младенца Жан-Батиста Гренуя и в настоящий момент возвращаешь его временному опекуну — монастырю Сен-Мерри. Я нахожу это огорчительным, но, по-видимому, не могу ничего изменить. Ты уволена.»— Патрик Зюскинд. Парфюмер. История одного убийцы
Забрав ребёнка себе, патер Террье поначалу возмутился недовольством кормилицы и умилялся предоставленным ему дитём: он даже начал воображать себя отцом этого ребёнка, будто бы он не монах, а обычный обыватель, женившейся на женщине, которая родила ему сына. Но приятная фантазия закончилась, когда Жан-Батист проснулся: ребёнок начал обнюхивать Террье, и последнего это привело в ужас, потому как ему показалось, что младенец раздел его догола, пронюхал о нём всё и знает всю его подноготную.

«Ребенок, не имевший запаха, бесстыдно его обнюхивал, вот что. Ребёнок его чуял! И вдруг Террье показался себе воняющим — потом и уксусом, кислой капустой и нестираным платьем. Показался себе голым и уродливым, будто на него глазел некто, ничем себя не выдавший. Казалось, он пронюхивал его даже сквозь кожу, проникая внутрь, в самую глубь. Самые нежные чувства, самые грязные мысли обнажались перед этим маленьким алчным носом, который даже ещё и не был настоящим носом, а всего лишь неким бугорком, ритмично морщившимся, и раздувающимся, и трепещущим крошечным дырчатым органом. Террье почувствовал озноб. Его мутило. Теперь и он тоже дернул носом, словно перед ним было что-то дурно пахнущее, с чем он не хотел иметь дела. Прощай, иллюзия об отце, сыне и благоухающей матери. Словно оборван мягкий шлейф ласковых мыслей, который он нафантазировал вокруг самого себя и этого ребёнка: чужое, холодное существо лежало на его коленях, враждебное животное, и если бы не самообладание и богобоязненность, если бы не разумный взгляд на вещи, свойственный характеру Террье, он бы в припадке отвращения стряхнул его с себя как какого-нибудь паука.»— Патрик Зюскинд. Парфюмер. История одного убийцы
Вследствие этого, Террье решил избавиться от ребёнка, отправив его как можно дальше, чтобы тот не смог до него добраться. В ту же минуту он ринулся в предместье Сент-Антуан и отдал ребёнка мадам Гайар, которая брала любых детей, лишь бы ей платили.
У мадам Гайар Гренуй прожил до 1747 года, до восьмилетнего возраста. За это время он пережил «корь, дизентерию, ветряную оспу, холеру, падение в колодец шестиметровой глубины и ожоги от кипятка, которым ошпарил себе грудь». Другим детям Гренуй внушал неосознанный ужас, они даже пытались его убить, но он выживал.
В три года он только встал на ноги, в четыре произнёс первое слово — «рыбы». В шесть лет он знал на запах всё своё окружение.
В результате небрежного посещения приходской школы при церкви Нотр-Дам-де-Бон-Секур он научился немного читать и писать своё имя.
Обоняние Гренуя позволяло отыскать ему любую вещь: так он мог пойти ночью в подвал и принести требуемое или в сарай за дровами и при этом не пользоваться фонарём. Мадам Гайар решила, что у мальчика есть второе лицо, «а поскольку она знала, что двуличные приносят несчастье и смерть, ей стало жутко».
Чтобы избавиться от мальчишки, она отдала его знакомому кожевнику Грималю на улице Мортельри, которому нужна была рабочая сила. У него Гренуй работал послушно и безропотно. Через год он заболел сибирской язвой, но вскоре выздоровел (обычно работники от этой болезни умирали). У выработавшего иммунитет к сибирской язве Гренуя повысилась стоимость работы.
К двенадцати годам Гренуя стали освобождать от работы на полдня по воскресеньям, а к тринадцати ему разрешалось выходить из дома на час после обеда и в будние дни. Благодаря этому он стал выбираться в город и изучать новые, неизвестные ему запахи.
1 сентября 1753 года, в годовщину восшествия на престол короля, в Париже устроили фейерверк на Королевском мосту. В плане запахов это мероприятие Греную ничего не дало, и он собирался уже покинуть его, как вдруг уловил очень тонкий запах.

«…Он уже собрался покинуть это скучное мероприятие, чтобы, держась вдоль галереи Лувра, направиться домой, но тут ветер что-то донес до него, что-то крошечное, едва заметное, обрывок, атом нежного запаха — нет, ещё того меньше: это было скорее предчувствие, чем действительный запах, и одновременно уверенная догадка, что ничего подобного он никогда не слышал»— Патрик Зюскинд. Парфюмер. История одного убийцы
Этот аромат его пленил.

«…У него появилось смутное ощущение, что этот аромат — ключ к порядку всех других ароматов, что нельзя ничего понять в запахах, если не понять этого единственного, и он, Гренуй, зря проживет жизнь, если ему не удастся овладеть им. Он должен заполучить его не просто для того, чтобы утолить жажду обладания, но ради спокойствия своего сердца.
Ему чуть не стало дурно от возбуждения»— Патрик Зюскинд. Парфюмер. История одного убийцы
Дойдя до улицы Марэ, повернув в переулок и пройдя через арку, он увидел рыжую девушку, которая чистила мирабель — от неё-то и исходил этот аромат.
Приблизившись к ней сзади, он задушил её. Затем снял с неё платье и впитал в себя весь её аромат.
Вернувшись незамеченным домой в свой чулан, он понял, что он — гений, и что его задача стать величайшим парфюмером. Той же ночью он принялся классифицировать запахи.